# Lynne Cox
Lynne Cox (1957, Boston , Massachusetts) es una nadadora de larga distancia, escritora y oradora estadounidense. Es conocida por ser la primera persona en nadar entre los Estados Unidos y la Unión Soviética, en el Estrecho de Bering, una hazaña reconocida por aliviar las tensiones de la Guerra Fría entre el Presidente de los Estados Unidos Ronald Reagan y el líder soviético Mijail Gorbachov .

## Logros
En 1971, ella y sus compañeros de equipo fueron el primer grupo de adolescentes que completaron el cruce del Canal de la isla Catalina en California. Ella obtuvo dos veces el récord del cruce más rápido del canal de la Mancha desde Inglaterra a Francia (en 1972, con un tiempo de 9 horas 57 minutos, y en 1973, con un tiempo de 9 horas 36 minutos). En 1975, Cox se convirtió en la primera mujer en nadar a 10 °C los 16 kilómetros del estrecho de Cook en Nueva Zelanda. En 1976, fue la primera persona en nadar en el estrecho de Magallanes en Chile y la primera en nadar en el cabo de Buena Esperanza en Sudáfrica. 
Su logro más reconocido es cruzar el estrecho de Bering el 7 de agosto de 1987, con un tiempo de 2 horas y 5 minutos. Ella unió la isla de Little Diomede (Alaska, Estados Unidos) hasta Big Diomede, que era parte de la Unión Soviética. En época no estaban permitidos los viajes entre las islas, por lo cual cruzar el estrecho fue elogiado por el presidente Reagan y el líder soviético Gorbachov. Se estima que el cruce lo realizó en temperaturas que oscilaron entre los 6 y 7 grados celsius.
En la firma del Tratado de Misiles INF en la Casa Blanca, Gorbachov hizo un brindis. Él y el presidente Reagan se levantaron las gafas y Gorbachov dijo: "El verano pasado, a una estadounidense valiente llamada Lynne Cox solo le llevó dos horas nadar de uno de nuestros países a otro. Vimos en la televisión lo sincera y amistosa que fue la reunión entre nuestra gente y los estadounidenses cuando ella entró en la costa soviética. Ella demostró con su valor lo cerca que viven nuestros pueblos ".
En mayo de 1992, Lynne Cox nadó en el lago Titicaca, que, a una elevación de 12,507 pies, se considera el lago navegable más alto del mundo. Mientras que el agua de Titicaca, a 13 - 14 grados Celsius, la altura y las especies marinas fueron los desafíos que debió superar. La nadador cubrió la distancia de alrededor de 16 kilómetros desde Copacabana, Bolivia hasta el pueblo de Chimbote, Perú, en 3 horas y 48 minutos. La armada boliviana proporcionó barcos de apoyo.
Otro de sus logros fue nadar casi 2 kilómetros en las aguas de la Antártida. Cox estuvo en el agua durante 25 minutos, nadando 1,96 km. Su libro sobre la experiencia, Swimming to Antarctica , se publicó en 2004. 
Su segundo libro, Grayson, detalla su encuentro con una ballena gris bebé perdida durante un entrenamiento matutino en la costa de California. Fue publicado en 2006. 
En agosto de 2006, junto con los nadadores locales, Lynne Cox nadó a través del río Ohio en Cincinnati, desde Serpentine Wall hasta Newport, Kentucky, para llamar la atención sobre los planes para disminuir los estándares de calidad del agua en el río Ohio.
En 2011, publicó South with the Sun , una biografía de Roald Amundsen y una crónica de su expedición de natación de 2007 a Groenlandia, la isla de Baffin y Alaska, que rastrea la expedición del paso del Noroeste de Amundsen.

## Trabajos
- Swimming to Antarctica, Alfred A. Knopf, 2004 ISBN 0-15-603130-2
- Grayson, Alfred A. Knopf, 2006 ISBN 0-307-26454-8
- South with the Sun, Alfred A. Knopf, 2011 ISBN 978-0-307-59340-5
- Open Water Swimming Manual: An Expert's Survival Guide For Triathletes And Open Water Swimmers, Knopf Doubleday Publishing Group, 2013 ISBN 978-0-345-80609-3
- Elizabeth, Queen of the Seas", Schwartz & Wade, 2014 ISBN 9780375858888
- Swimming in the Sink: An Episode of the Heart, Alfred A. Knopf, September 2016, ISBN 978-1101947623